# Sudharmia
Sudharmia es un género de arañas araneomorfas de la familia Liocranidae. Se encuentra en Sumatra en Indonesia.

## Lista de especies
Según The World Spider Catalog 12.0:
- Sudharmia beroni Deeleman-Reinhold, 2001
- Sudharmia pongorum Deeleman-Reinhold, 2001
- Sudharmia tridenticula Dankittipakul & Deeleman-Reinhold, 2012